# Liste der Kulturdenkmale in Hausdorf (Frankenberg)
In der Liste der Kulturdenkmale in Hausdorf sind die Kulturdenkmale des Frankenberger Ortsteils Hausdorf verzeichnet, die bis Oktober 2022 vom Landesamt für Denkmalpflege Sachsen erfasst wurden (ohne archäologische Kulturdenkmale). Die Anmerkungen sind zu beachten.
Diese Aufzählung ist eine Teilmenge der Liste der Kulturdenkmale in Frankenberg/Sa.

## Hausdorf
| Bild                                    | Bezeichnung                                                        | Lage                        | Datierung                 | Beschreibung | ID       |
| --------------------------------------- | ------------------------------------------------------------------ | --------------------------- | ------------------------- | --- | -------- |
| Direkt Bild zu diesem Denkmal hochladen | Häuslerhaus                                                        | Alte Dorfstraße 5 (Karte)   | Um 1830                   | Obergeschoss Fachwerk, baugeschichtlich von Bedeutung. Satteldach, Erdgeschoss massiv mit originalen Tür- und Fenstergewänden, guter Erhaltungszustand. | 09240711 |
| Direkt Bild zu diesem Denkmal hochladen | Häuslerhaus                                                        | Alte Dorfstraße 9 (Karte)   | Um 1830                   | Obergeschoss Fachwerk, baugeschichtlich von Bedeutung. Erdgeschoss massiv, originale Fenster- und Türgewände, Satteldach, wichtig für Ortsbild. | 09240710 |
| Direkt Bild zu diesem Denkmal hochladen | Häuslerhaus                                                        | Alte Dorfstraße 24a (Karte) | Um 1700                   | Fachwerkbau, heimatgeschichtlich von Bedeutung. Erdgeschoss massiv unterfahren, ein Giebel massiv, Erdgeschoss entstellt, Fachwerk Obergeschoss, eine Riegelkette, quer liegende Gefache, Streben gezapft, Satteldach, am Giebel eine Fußstrebe. | 09240709 |
| Direkt Bild zu diesem Denkmal hochladen | Wohnhaus                                                           | Alte Dorfstraße 26 (Karte)  | Bezeichnet mit 1845       | Obergeschoss Fachwerk, baugeschichtlich von Bedeutung. Eventuell ehemaliger Gasthof, Erdgeschoss massiv, Tür- und Fenstergewände erhalten, Satteldach, ein Giebel massiv, ohne Saalanbau. | 09240708 |
| Direkt Bild zu diesem Denkmal hochladen | Wohnhaus mit angebauter Scheune eines Hakenhofes                   | Alte Dorfstraße 29 (Karte)  | 1785                      | Wohnhaus Obergeschoss Fachwerk, baugeschichtlich von Bedeutung. Rückwärtig verlängert, Erdgeschoss massiv, Walmdach, Stichbogentürportal mit Schlussstein, Fenstergewände, originale Haustür, im Gefach datiert, Scheunenteil verbrettert. | 09240706 |
| Direkt Bild zu diesem Denkmal hochladen | Wohnhaus                                                           | Alte Dorfstraße 30 (Karte)  | 1860                      | Ehemalige Knochenmühle und Mahlmühle, Obergeschoss Fachwerk verbrettert, baugeschichtlich von Bedeutung. Ein Giebel massiv, Satteldach, zwei Haustüren mit originalen Türportalen und Fenstergewänden. | 09240783 |
| Direkt Bild zu diesem Denkmal hochladen | Ehemaliges Wohnstallhaus und westliche Scheune eines Vierseithofes | Alte Dorfstraße 41a (Karte) | 1. Hälfte 18. Jahrhundert | Beide Gebäude in Fachwerkbauweise, baugeschichtlich und wirtschaftsgeschichtlich von Bedeutung. - Wohnhaus: vermutlich um 1700, Fachwerk Obergeschoss 1. Hälfte 18. Jahrhundert, um 1820 unterfahren, Erdgeschoss massiv mit Fenster- und Türgewände, Stalleinbau im ursprünglichen Stubenbereich erfolgte nachträglich, Fachwerk Obergeschoss mit halbrunden Füllhölzern, leicht überkragend, im Obergeschoss gezapfte Streben, Satteldach, Giebel verkleidet, neuer Stall mit preußischem Kappengewölbe - Scheune: geblattete Holzverbindungen, Fachwerk verbrettert, Satteldach, Feldsteinummauerung Kellereingang | 09240705 |
| Direkt Bild zu diesem Denkmal hochladen | Südöstliche Scheune eines Vierseithofes                            | Alte Dorfstraße 42 (Karte)  | Um 1700                   | Imposanter Fachwerkbau, baugeschichtlich von Bedeutung. Fachwerk Drempel mit gezapften Streben, ansonsten geblattete Streben, Satteldach, zwei Bauphasen. | 09240704 |

## Tabellenlegende
- Bild: Bild des Kulturdenkmals, ggf. zusätzlich mit einem Link zu weiteren Fotos des Kulturdenkmals im Medienarchiv Wikimedia Commons. Wenn man auf das Kamerasymbol klickt, können Fotos zu Kulturdenkmalen aus dieser Liste hochgeladen werden:
- Bezeichnung: Denkmalgeschützte Objekte und ggf. Bauwerksname des Kulturdenkmals
- Lage: Straßenname und Hausnummer oder Flurstücknummer des Kulturdenkmals. Die Grundsortierung der Liste erfolgt nach dieser Adresse. Der Link (Karte) führt zu verschiedenen Kartendiensten mit der Position des Kulturdenkmals. Fehlt dieser Link, wurden die Koordinaten noch nicht eingetragen. Sind diese bekannt, können sie über ein Tool mit einer Kartenansicht einfach nachgetragen werden. In dieser Kartenansicht sind Kulturdenkmale ohne Koordinaten mit einem roten bzw. orangen Marker dargestellt und können durch Verschieben auf die richtige Position in der Karte mit Koordinaten versehen werden. Kulturdenkmale ohne Bild sind an einem blauen bzw. roten Marker erkennbar.
- Datierung: Baubeginn, Fertigstellung, Datum der Erstnennung oder grobe zeitliche Einordnung entsprechend des Eintrags in der sächsischen Denkmaldatenbank
- Beschreibung: Kurzcharakteristik des Kulturdenkmals entsprechend des Eintrags in der sächsischen Denkmaldatenbank, ggf. ergänzt durch die dort nur selten veröffentlichten Erfassungstexte oder zusätzliche Informationen
- ID: Vom Landesamt für Denkmalpflege Sachsen vergebene, das Kulturdenkmal eindeutig identifizierende Objekt-Nummer. Der Link führt zum PDF-Denkmaldokument des Landesamtes für Denkmalpflege Sachsen. Bei ehemaligen Kulturdenkmalen können die Objektnummern unbekannt sein und deshalb fehlen bzw. die Links von aus der Datenbank entfernten Objektnummern ins Leere führen. Ein ggf. vorhandenes Icon  führt zu den Angaben des Kulturdenkmals bei Wikidata.